# Wassili Wladimirowitsch Koschetschkin
Wassili Wladimirowitsch Koschetschkin (russisch Василий Владимирович Кошечкин, englisch Vasily Koshechkin; * 27. März 1983 in Toljatti, Russische SFSR) ist ein russischer Eishockeytorwart, der seit Mai 2013 beim HK Metallurg Magnitogorsk in der Kontinentalen Hockey-Liga spielt.

## Karriere

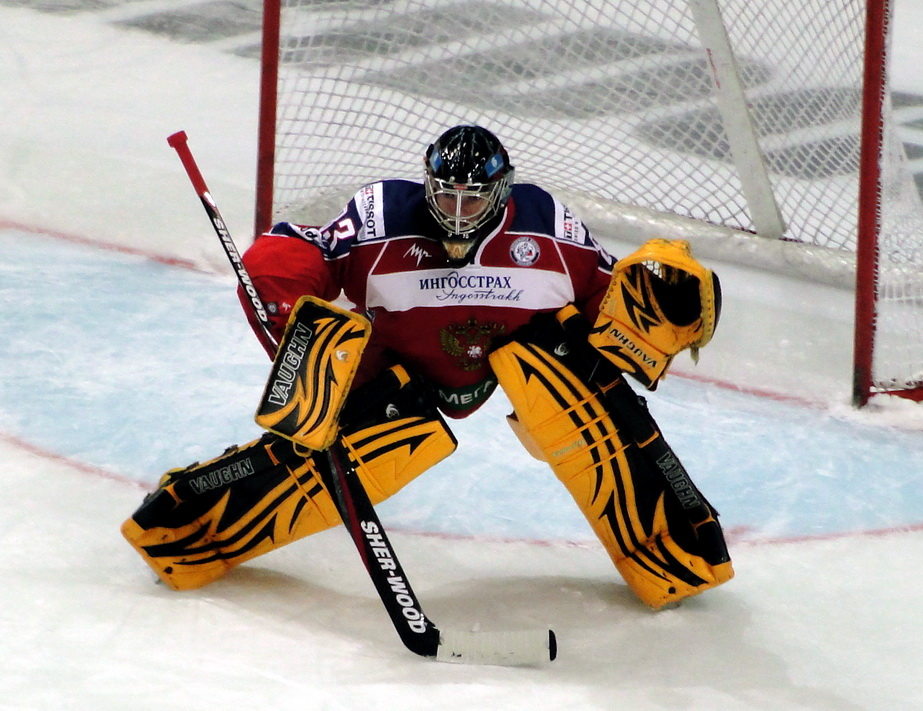
Koschetschkin im Trikot der russischen Nationalmannschaft

Wassili Koschetschkin begann seine Karriere 1998 bei der zweiten Mannschaft des HK Lada Toljatti. Beim NHL Entry Draft 2002 wählten ihn die Tampa Bay Lightning in der achten Runde an der 233. Stelle aus. In der Saison 2002/03 spielte er bei Olimpija Kirowo-Tschepezk und Neftjanik Almetjewsk. Zwischen 2003 und 2007 ging der Torhüter wieder beim HK Lada Toljatti aufs Eis, bevor er für die Saison 2007/08 zum Ak Bars Kasan wechselte. Bei seinem Heimatverein HK Lada Toljatti stand Koschetschkin wieder zwischen Sommer 2008 und November 2009 unter Vertrag, bevor er zum HK Metallurg Magnitogorsk wechselte. Ende Juni 2010 wechselte er innerhalb der KHL zu Sewerstal Tscherepowez und entwickelte sich dort zu einem Leistungsträger innerhalb des Teams.
Im Mai 2013 kehrte er zu Metallurg Magnitogorsk zurück und gewann mit Metallurg 2014 die Meisterschaftstrophäe der KHL, den Gagarin-Pokal.

### International
Zur Weltmeisterschaft 2007 wurde Koschetschkin in die russische Nationalmannschaft berufen. Dabei wurde er in drei Spielen eingesetzt und gewann mit dem Auswahlteam die Bronzemedaille. Zwei Jahre später gewann er mit dem Team die Goldmedaille. Bei den Olympischen Winterspielen 2018 gewann er unter neutraler Flagge die Goldmedaille, stand bei allen Spielen seiner Mannschaft im Tor und wurde zudem ins All-Star-Team des Turniers berufen.

## Erfolge und Auszeichnungen
| - 2006 IIHF-Continental-Cup-Gewinn mit dem HK Lada Toljatti - 2013 KHL-Torwart des Monats Januar - 2013 KHL-Torwart des Monats Februar - 2014 KHL-Torwart des Monats April | - 2014 Gagarin-Pokal-Sieger und Russischer Meister mit dem HK Metallurg Magnitogorsk - 2016 Gagarin-Pokal-Sieger und Russischer Meister mit dem HK Metallurg Magnitogorsk - 2017 KHL-Torwart des Monats März - 2017 KHL-Torwart des Monats November |

### International
| - 2007 Bronzemedaille bei der Weltmeisterschaft - 2009 Goldmedaille bei der Weltmeisterschaft - 2010 Silbermedaille bei der Weltmeisterschaft | - 2018 Goldmedaille bei den Olympischen Winterspielen - 2018 All-Star-Team der Olympischen Winterspiele |